# Austin Maxi
L'Austin Maxi est une automobile compacte à cinq portes, produite de 1969 à 1981 par l'ancien constructeur anglais Austin, pendant la période où il faisait partie du groupe British Leyland).
Grande sœur de la Mini, elle fut la première voiture anglaise de grande série proposant à la fois cinq portes et cinq vitesses. Elle fut créée, comme la Mini, par l'ingénieur d'origine grecque Alec Issigonis.
Elle est le premier modèle commercialisé par le groupe British Leyland, né du rapprochement de la BMC (Austin, Morris, MG...) et de Leyland Motor (Rover, Triumph...) en 1968.
Elle est équipée à son lancement d'un unique moteur 1500 cm3, considéré comme insuffisant. Celui-ci est secondé à partir de 1972 par une version 1750, à un ou deux carburateurs. La suspension est à sphères remplies de gaz et de fluide, reprenant le système "Hydrolastic" (puis Hydragas après 1978) développé par BMC.
La Maxi fut un échec commercial (moins de 500 000 exemplaires en plus de dix ans). Elle est victime de problèmes de qualité et d'un positionnement peu clair, les berlines à hayon étant encore un segment de marché inexistant en-dehors de la Maxi et de la Renault 16. La Maxi est toutefois dotée de certaines qualités intrinsèques, notamment d'un grand espace intérieur.
En 1980, alors que le modèle a déjà 11 ans, est lancée la Maxi 2, avec de légers remaniements esthétiques et une révision de la gamme. La Maxi cesse d'être produite le 8 juillet 1981. Elle sera indirectement remplacée, deux ans plus tard, par la Maestro.